# Mouvement populaire de libération du Soudan - Nord
Le Mouvement populaire de libération du Soudan - Nord (MPLS-N, en anglais : Sudan People’s Liberation Movement-North, SPLM-N), anciennement Mouvement populaire de libération du Soudan - Agar, est un parti politique et groupe armé dans la République du Soudan, actif dans le Kordofan du Sud et le Nil Bleu.
Après l'indépendance du Soudan du Sud, il s'est séparé du Mouvement populaire de libération du Soudan et de l'Armée populaire de libération du Soudan.

## Histoire
Le MPLS-N s'est formé après le référendum sur l'indépendance du Soudan du Sud en 2011, où le Mouvement populaire de libération du Soudan (MPLS) a fondé le gouvernement du Soudan du Sud. Le MPLS s'est scindé en deux partis politiques—un dans le Nord et un dans le Sud. Le Mouvement populaire de libération du Soudan-Nord (MPLS-N) a formé une alliance avec les grandes milices actives au Darfour, le Front soudanais révolutionnaire (en) (FSR), une coalition de groupes rebelles. Le groupe dirige les attaques dans le Kordofan du Sud, le Nil bleu, et encore au Darfour.

### Reprise de conflit

#### Le Kordofan du Sud
En 2011, peu de temps après l'indépendance du Soudan du Sud, le MPLS-N, en alliance avec le Mouvement pour la justice et l'égalité (MJE) en Darfour, lance les offensives dans le Kordofan sous le nom de FSR, en demandant une réforme complète de la société soudanaise et du système de gouvernement actuellement centralisé à Khartoum. Malheureusement, la plupart de la communauté internationale ignore le conflit, et il l'était en 2012 quand l’Union africaine et l’ONU ont commencé l’assistance. Maintenant il n’y a pas beaucoup de changements ; le MPLS-N et le FSR se cachent dans les Monts Nouba mais ils ne peuvent pas annexer plus de territoire. Les guerriers de Nuba sont plus forts par rapport à la force qui a résisté le gouvernement dans les années 1990. Cette force a une quantité plus grande et des armes de bonne qualité, de plus elle contrôle plus de territoire que l’ancienne force (autour de 30 000 soldats), et elle s'oppose au gouvernement sur plusieurs fronts. Comme tous les conflits au Soudan, la plupart des victimes sont des civils parce que les troupes gouvernementales attaquent les communautés qu’ils soupçonnent de soutenir les rebelles et pour empêcher les rebelles de vivre dans la population.  
Le 5 juin 2011, les milices du MPLS-N ont refusé de désarmer et ont commencé de résister contre les troupes de Khartoum, et ensuite les milices se sont retirées dans les Monts Nouba. Les attaques ont continué en 2012 et 2013, mais il n’y avait pas beaucoup qui changeait comme territoire, sauf que le MPLS-N contrôlait plus de territoire que les rebelles dans les années 1990. Cependant, beaucoup de tribus arabes, qui à l’époque ont soutenu le gouvernement, peu à peu rejoint les révoltes. Par exemple, les Messirias, les anciens grands défenseurs du régime, sont irrités contre le gouvernement à cause de sa décision de dissoudre l’État du Kordofan de l’Ouest, leur ancienne patrie, en divisant le territoire parmi les autres états. C’est pourquoi ils n’aident plus le gouvernement dans le conflit, et parallèlement il y a pas mal de jeunes qui rejoignent les rebelles. À ce moment il y a une impasse, où le gouvernement ne peut pas chasser le MPLS-N des montagnes, et pareille le MPLS-N ne peut pas gagner plus de territoire dans les plaines.

#### Le Nil Bleu
En 2011, le MPLS-N devient un parti politique, mais malheureusement un conflit a commencé dans la région du Nil Bleu, près de la frontière du Soudan du Sud et de l'Éthiopie. En juin 2011, juste avant l’indépendance du Soudan du Sud, Khartoum a ordonné que le MPLS-N soit désarmé, mais cela n'a pas empêché le déclenchement de la guerre (très semblable à ce qui est passé au Kordofan du Sud). Au début, le MPLS-N comptait dans ses rangs plus de 10 000 soldats. Néanmoins, le MPLS-N n’est pas assez fort dans cette région et pas assez préparé, donc il a été repoussé à la frontière d’Éthiopie et il a perdu des batailles, notamment Kurmuk (leur ancien bastion), contre une force gouvernementale plus puissante et mieux préparée. 
Depuis 2012, le MPLS-N a connu une baisse, ramenant à 7 000 le nombre de soldats pour combattre. Cette diminution n'a pas été compensée avec le recrutement de guerriers dans d'autres régions du pays. Par ailleurs, la population souffre de la violence, liée au climat d’insécurité et à la question de l'alimentation.

### Transition démocratique
En août 2020, le MPLS-N et deux autres groupes armés, le Mouvement pour la justice et l'égalité et l'Armée de libération du Soudan signent un accord, dit « accord de Djouba », avec le Conseil de souveraineté qui fait fonction de chef de l'État soudanais après le coup d'État de 2019. Le MPLS-N s'engage à participer à la transition démocratique au Soudan de manière pacifique. Le MPLS-N obtient plusieurs places au gouvernement, au parlement national et dans les parlements régionaux.

## Objectifs et idéologie
Le MPLS-N a un programme national parce qu’il a une alliance avec le SRF et les autres groupes rebelles. En partie du FSR, en janvier 2013, il a signé la Charte de la Nouvelle Aube avec tous les mouvements politiques et armés contre le régime à Khartoum. Dans ce document, ils exigent une transition inclusive nationale, obtenue par le biais de pressions violentes et non-violentes.

## Direction
Malik Agar est le chef du MPLS-N et aussi le président du FSR.  Il a beaucoup lutté pour l'Armée populaire de libération du Soudan (APLS) dans les années 1980 et 1990.   Abdelaziz al-Hilu est le président adjoint du MPLS-N et FSR, est il est le leader dans le Kordofan du Sud. 